# Régine Povéda
Pour les articles homonymes, voir Poveda.
Régine Povéda, née le 24 août 1957 à Villeneuve-sur-Lot (Lot-et-Garonne),, est une femme politique française. Le 5 octobre 2014, Régine Povéda devient députée de la 2e circonscription de Lot-et-Garonne en remplacement de Matthias Fekl, nommé au gouvernement un mois plus tôt,. Elle est la suppléante de Matthias Fekl dans la 2e circonscription du Lot-et-Garonne lors des élections législatives de 2017, éliminé dès le premier tour.

## Biographie
Elle commence sa carrière comme secrétaire de mairie en 1976 à Montastruc, jusqu'en 1981. Pour suivre son mari, qui est gendarme, elle s'installe à Meilhan-sur-Garonne. Elle entre à la mairie en 1993, et après avoir passé plusieurs concours de la fonction publique, elle est pendant de nombreuses années adjoint administratif principal, jusqu'aux élections municipales de 2008 lorsque Jean Fenouillet, maire, la met en position de briguer sa succession. Elle devient maire et est réélue au premier tour en 2014 et 2020.

## Fonctions
- Conseillère générale du canton de Meilhan-sur-Garonne
  - Membre de la commission permanente
  - Membre de la commission Finance, Patrimoine et Evaluation des Politiques publiques
- Maire de Meilhan-sur-Garonne
- Vice-présidente de la Communauté de communes du Val-de-Garonne puis de Val de Garonne Agglomération[5]
- Présidente de l'Office de tourisme Val-de-Garonne
- Présidente du Syndicat intercommunal adduction eau potable de la Région de Cocumont